# Playa Varese
Playa Varese (también conocida como Bahía Varese) es uno de los balnearios más concurridos de la ciudad de Mar del Plata, Argentina.

## Ubicación
Se encuentra ubicada sobre el Boulevard Peralta Ramos y Avenida Colón en una bahía curva, artificial, formada por dos largas escolleras de piedra entre el Torreón del Monje y el Cabo Corrientes.

## Historia
Las primeras referencias se remontan a 1890, cuando era llamada la Playa de los Ingleses, un circuito de construcciones de madera donde veraneaban los turistas miembros de la clase alta porteña. 

### Playa de los ingleses

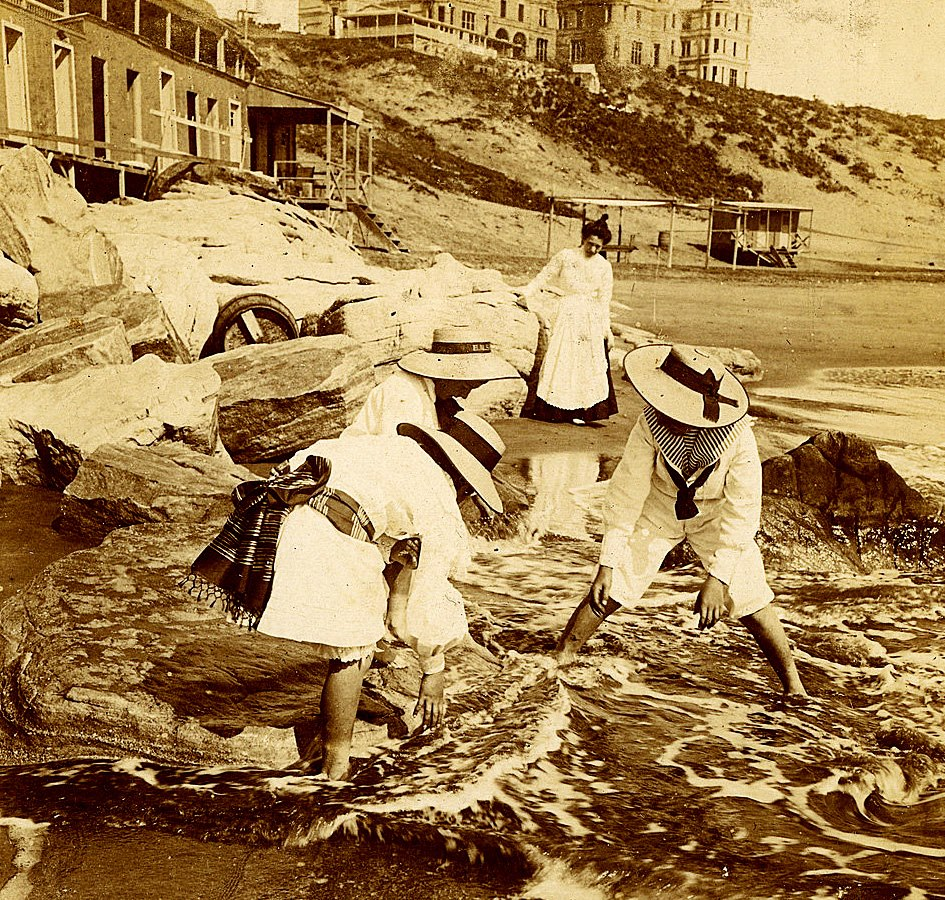
Bañistas en la Playa de los Ingleses. (ca. 1890)

El antiguo nombre de la playa tuvo su origen en la odisea vivida por un grupo de marinos británicos a mediados del siglo XVII, miembros de la flota del Almirante Anson, cuyos país se enfrentaba en aquellos días con el Imperio español en la denominada Guerra del Asiento. Los marinos naufragaron con la fragata HMS Wager cerca de Chiloé, pero se las arreglaron para construir una pequeña balandra, la Speedwell, con los restos de la embarcación y con ella doblar el cabo de Hornos. 
Tras varias peripecias, ocho de ellos fueron abandonados en lo que se cree es hoy la zona norte del Cabo Corrientes, es decir, Playa Varese. Dos fueron muertos por una partida de aborígenes, cuatro terminaron prisioneros de los españoles en Buenos Aires y los dos restantes fueron, se presume, llevados como cautivos de los tehuelches a la Patagonia.

### Playa Varese
La Familia Varese fue la propietaria del Hotel Centenario construido a principios del siglo XX en la ladera de la loma que da a la playa; hasta finales de la década de 1970 se levantaba en ese lugar un conjunto de construcciones pintorescas, incluido un arco de piedra sobre el bulevar (hoy Paseo Jesús de Galíndez). Curiosamente, tras la demolición del complejo, la playa tomó el nombre de los propietarios del antiguo hotel. Pocos años después, la Guerra de las Malvinas terminó de imponer el nuevo apelativo. La construcción de escolleras tipo T en los '80 y el refulado de 1999 permitió que la playa recuperase una porción importante de arena.
Actualmente Varese es una de las playas más concurridas de esta ciudad, cuna del movimiento turístico por su excelente ubicación céntrica. Posee diversas actividades dinámicas durante cada jornada de verano, como juegos, premios, paradores de diferentes reconocidas marcas, y durante la temporada de verano es la sede principal de la radio Los 40 Principales Argentina.